# Baa (Malediven)
Maalhosmadulu Dhekunuburi (Süd-Maalhosmadulu, Dhivehi މާޅޮސްމަޑުލު ދެކުނުބުރި), mit der Thaana-Kurzbezeichnung ބ (Baa), ist ein Verwaltungsatoll (Distrikt) der Malediven. Die Einwohnerzahl beträgt etwa 8900.
Das Verwaltungsgebiet umfasst drei natürliche Atolle der westlichen Inselkette der Malediven: das namensgebende Süd-Maalhosmadulu-Atoll sowie die wesentlich kleineren Atolle Fasdhūtherē im Norden und Goidhoo im Süden.
Im Norden, durch den nur zwei Kilometer breiten Moresby Channel (Hani Kandu) getrennt, schließt das Nord-Maalhosmadulu-Atoll an, das zum Distrikt Raa gehört. Weitere benachbarte Distrikte sind Lhaviyani im Nordosten, Kaafu im Südosten und Alif Alif im Süden. Die Entfernung zur Hauptstadt Malé beträgt etwa 120 km, das entspricht 45 Minuten mit dem Wasserflugzeug oder 3 Stunden mit dem Schnellboot. Seit 2012 besitzt das Atoll mit dem Dharavandhoo Airport auf der gleichnamigen Insel auch einen eigenen Flughafen.
13 der 82 Inseln sind bewohnt, die Hauptinsel und damit Sitz der Distriktverwaltung ist Eydhafushi. Die übrigen zwölf bewohnten Inseln sind Dharavandhoo, Dhonfanu, Fehendhoo, Fulhadhoo, Goidhoo, Hithaadhoo, Kamadhoo, Kendhoo, Kihaadhoo, Kudarikilu, Maalhos und Thulhaadhoo, letztere Insel ist für ihre Lack-Handwerkskunst im ganzen Land bekannt.
Neben Handwerkskunst sind Thunfischfang und Bootsbau die Haupterwerbszweige der Bevölkerung. Der Tourismus spielt eine wichtige Rolle, auch wenn es wesentlich weniger Resorts gibt als in den hauptstadtnäheren Atollen. 1998 wurde mit der touristischen Erschließung begonnen, inzwischen gibt es über ein halbes Dutzend Hotelinseln, darunter Kunfunadhoo (Soneva Fushi), Fonimagoodhoo (Reethi Beach), Dhuni Kolhu (Coco Palm), Horubadhoo (Royal Island) und Landaa Giraavaru.
Große ökologische Bedeutung besitzt Baa aufgrund seiner ausgedehnten Korallenriffe und Mangrovenwälder, die eine selbst für maledivische Verhältnisse außergewöhnlich hohe Biodiversität beherbergen. So existieren hier bedeutende Populationen von Walhaien, Mantarochen und Meeresschildkröten, aber auch eine Vielfalt an seltener und einzigartiger benthischer Fauna wie die rosa Filigrankoralle Distichopora nitida, Moostierchen der Gattung Bugula oder Meeresschnecken der Art Tambja olivaria. Daneben findet sich eine hohe Anzahl besonderer Riffformen, so etwa zahlreiche ringförmige Korallenriffe (Faro), die in dieser Gestalt nur auf den Malediven vorkommen. Außerhalb des Wassers stellt die kleine Insel Olhugiri einen von nur zwei Nistplätzen auf den Malediven für den Fregattvogel dar, hier leben mehr als 10.000 Individuen. Aufgrund dieser ökologischen Bedeutung wurden Teile des Verwaltungsatolls Baa 2011 von der UNESCO zum ersten und bisher einzigen Biosphärenreservat des Landes erklärt.